# Fernando Niño
Fernando Niño Rodríguez, noto comunemente come Fer Niño (Rota, 24 ottobre 2000), è un calciatore spagnolo, attaccante del Burgos.

## Biografia
È il figlio di Fernando Niño Bejarano, anch’egli con un passato da calciatore in cui ha indossato la maglia del Maiorca.

## Carriera
Fer Niño cresce nelle giovanili del Villarreal, arrivando a giocare con la terza squadra in Tercera División. Il 24 agosto 2019 esordisce da professionista contro il Recambios Colón.
Il 22 gennaio 2020 esordisce in prima squadra, subentrando nel secondo tempo a Pau Torres nel corso del match di Copa del Rey contro il Girona. Tre giorni più tardi debutta anche in campionato, sostituendo Carlos Bacca all'88º minuto e realizzando un minuto dopo la rete della vittoria contro l'Alavés.
Il 4 agosto 2021 durante un amichevole tra Villarreal e Leicester City commette un gravissimo intervento su Wesley Fofana, difensore degli inglesi, che lo costringe ad uscire dal campo e a terminare la stagione ancora prima di iniziarla.
Il 18 agosto 2021 viene ceduto in prestito al Maiorca.

## Statistiche
Statistiche aggiornate al 13 luglio 2020.
| Stagione          | Squadra           | Campionato        | Campionato | Campionato | Coppe nazionali | Coppe nazionali | Coppe nazionali | Coppe continentali | Coppe continentali | Coppe continentali | Altre coppe | Altre coppe | Altre coppe | Totale | Totale |
| Stagione          | Squadra           | Comp              | Pres       | Reti       | Comp            | Pres            | Reti            | Comp               | Pres               | Reti               | Comp        | Pres        | Reti        | Pres   | Reti   |
| ----------------- | ----------------- | ----------------- | ---------- | ---------- | --------------- | --------------- | --------------- | ------------------ | ------------------ | ------------------ | ----------- | ----------- | ----------- | ------ | ------ |
| 2019-2020         | Villarreal        | PD                | 5          | 1          | CR              | 2               | 1               | -                  | -                  | -                  | -           | -           | -           | 7      | 2      |
| 2020-2021         | Villarreal        | PD                | 17         | 3          | CR              | 5               | 3               | UEL                | 6                  | 2                  | -           | -           | -           | 28     | 8      |
| 2021-2022         | Maiorca           | PD                | 23         | 2          | CR              | 2               | 0               | -                  | -                  | -                  | -           | -           | -           | 25     | 2      |
| 2022-2023         | Villarreal        | PD                | 3          | 0          | CR              | 0               | 0               | UECL               | 0                  | 0                  | -           | -           | -           | 3      | 0      |
| Totale Villarreal | Totale Villarreal | Totale Villarreal | 25         | 4          |                 | 7               | 4               |                    | 6                  | 2                  | -           | -           | -           | 38     | 10     |
| Totale carriera   | Totale carriera   | Totale carriera   | 48         | 6          |                 | 9               | 4               |                    | 6                  | 2                  | -           | -           | -           | 63     | 12     |

## Palmarès

### Club

#### Competizioni internazionali
- UEFA Europa League: 1

Villarreal: 2020-2021